# 김종석 (1958년)
김종석(金宗錫, 1958년 ~ )은 대한민국의 군인 출신 기상학자이며, 전직 기상청장이다.

## 학력
- 영해고등학교 졸업
- 공군사관학교 30기 체계분석학 학사
- 영남대학교대학원 환경공학 석사
- 경북대학교대학원 천문대기과학 박사

## 경력
- 1989년 ~ 2004년: 공군 기상예보관, 기상대대장
- 2006년 12월 ~ 2008년 12월: 공군본부 공군기상전대 중앙기상부장
- 2009년 1월 ~ 2010년 12월: 국방부 국방정보본부 지형기상정책과장
- 2010년 12월 ~ 2012년 12월: 공군본부 공군기상단장
- 2013년 1월 ~ 2016년 4월: 경북대학교 지구과학교육과 외래교수
- 2013년 1월 ~ 2016년 4월: 경북대학교 대기원격탐사연구소 연구원
- 2016년 4월 ~ 2018년 4월: 한국기상산업기술원장
- 2018년 8월 ~ 2020년 1월: 제13대 기상청장
- 2019년 6월 : 세계기상기구 집행이사

| 전임 남재철 | 제13대 기상청장 2018년 8월 26일 ~ 2020년 11월 1일 | 후임 박광석 |